# Хутор Пушкина (Краснодарский край)
Пушкина — хутор в Павловском районе Краснодарского края.
Входит в состав Павловского сельского поселения.

## География

### Улицы
- ул. Зелёная,
- ул. Северная,
- ул. Трудовая,
- ул. Южная.

## Население
| 2002 | 2010 |
| ---- | ---- |
| 239  | ↗252 |